# Hyperaspis medialis
Hyperaspis medialis är en skalbaggsart som beskrevs av Thomas Casey 1899. Hyperaspis medialis ingår i släktet Hyperaspis och familjen nyckelpigor. Inga underarter finns listade i Catalogue of Life.